# Femme Fatale (브리트니 스피어스의 음반)
《Femme Fatale》은 미국의 가수 브리트니 스피어스의 일곱 번째 정규 음반이다. 2011년 3월 25일 자이브 레코드를 통해 발매되었다. 브리트니는 닥터 루크와 맥스 마틴이 전반적인 프로듀서를 맡아 2009년부터 2011년까지 공동 작업을 해왔다. 브리트니는 이번 앨범에는 전작들과 다르게 덥스텝과 같은 댄스 음악 스타일의 실험적인 음악적 요소들을 많이 시도했다. 또한 이례적으로 윌 아이 엠, 로드니 저킨스, 스타게이트와 같은 프로듀서들과도 작업했다.
브리트니가 새로운 정규 앨범 작업을 하고있다는 소문은 2009년 월드 투어 The Circus Starring Britney Spears를 끝내고나서부터 돌았다. 그리고 프로듀서들도 역시 새로운 앨범 작업을 하고있다고 전했고, 그 결과 2011년 2월 2일 브리트니의 트위터를 통해 새로운 앨범 제목이 Femme Fatale이라고 밝혔다. 발매되기 3주 전에 앨범의 모든 수록곡은 온라인을 통해 유출되는 사고가 일어나기도 했다.
Femme Fatale이 발매되자 비평가들은 브리트니가 앞으로도 계속 앨범을 낼 생각이 있는 것 같다며 긍정적인 평가를 받았다. 하지만, 일부의 비평가들은 아직도 스피어스의 보컬은 부족하다며 비판을 하기도 했다. 상업적으로는 발매 첫 주 미국에서 276,000만 장을 팔아치워 빌보드 200 1위로 데뷔하며 여섯 번째 빌보드 200 1위 앨범을 만들어냈다. 이 외에 여섯 개의 국가에서 1위로 데뷔했고 거의 모든 국가에서 10위권에 진입했다. "Hold It Against Me"는 앨범의 리드 싱글로 발매되었고 미국과 캐나다를 포함한 7개의 나라에서 정상을 차지했다. 앨범의 두 번째 싱글 "Till the World Ends"는 한국과 폴란드에서 1위를 차지했고 미국에서는 3위에 도달했으며, 이를 포함한 12개의 나라에서 10위권 진입을 했다. 스피어스는 앨범을 홍보하기 위해 텔레비전 출연을 했고, 2011년 6월부터는 Femme Fatale Tour를 시작했다.

## 작곡
앨범의 오픈곡은 케샤가 공동 작곡으로 참여한 댄스 팝, 일렉트로팝 장르와 일렉트로 비트에 기반을 둔 트랜스, 유로댄스 노래인 "Till The World Ends"이다. 노래는 사이렌 소리와 "흥미진진한" 베이스라인으로 시작된다. 비평가들은 "힘찬 라인"과 "단조로운 후렴구"에 대한 칭찬을 했다. 두 번째 수록곡으로는 리드 싱글인 "Hold It Against Me"로, 덥스텝 장르를 수용한 댄스 팝 노래이다. 그리고 마지막 후렴구 부분에서는 레이브 장르도 수용했다. "Hold It Against Me"는 비평가들에게 "새로운 스텝 영토를 확장했고, 한번더 댄스 팝 장르의 경계를 넓혔다"며 호평을 받았다. 세 번째 수록곡은 일렉트로팝 노래인 "Inside Out"이다. 이 노래는 알앤비와 덥스텝을 테마를 한 특색을 보였고, "세상을 놀라게 할 음성합성기"라며 칭찬을 받았다.

## 발매 및 프로모션

### 싱글
"Hold It Against Me"는 앨범의 리드 싱글로 발매되었다. 이 노래의 작곡가였던 보니 맥키에 의해 데모 버전이 유출되었고 정식 버전은 2011년 1월 10일 공개되었다. 그 다음 날 디지털 다운로드로 발매되었다. 노래가 발매되자 일부에서는 가사의 내용을 비판했지만, 대부분 긍정적인 평을 했다. "Hold It Against Me"는 캐나다, 벨기에, 덴마크 그리고 뉴질랜드에서 1위로 데뷔했다. 뿐만아니라 빌보드 핫 100 1위로 데뷔 해 머라이어 캐리 이후 두 개의 노래가 핫샷 데뷔하는 두 번째 아티스트가 되었고, 스피어스의 네 번째 빌보드 핫 100 1위곡이 되었다. 뮤직비디오는 두 주간 티저 영상을 차례로 공개하며 알렸다.
두 번째 싱글은 "Till the World Ends"로 2011년 3월 4일, 라이언 시크레스트의 라디오 쇼에서 처음 공개했다. 세 번째 싱글로는 "Big Fat Bass"가 된다는 소문이 있었으나, "I Wanna Go"가 결정되 2011년 5월 13일 세 번째 싱글로 발표되었다. 노래의 후크는 비평가들에게 긍정적인 평가를 받았다. "I Wanna Go"는 한국에서 3주 동안 1위를 했고 미국과 캐나다에서 각각 9위와 8위에 올랐다. 이 외에 덴마크, 프랑스, 뉴질랜드, 오스트레일리아에서 40위권에 진입했다.

### 투어

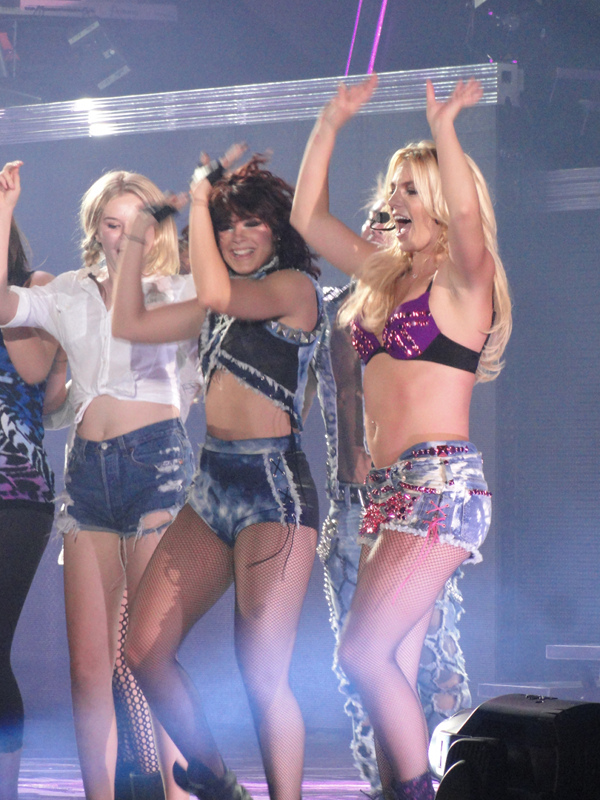
2011년 투어에서 "I Wanna Go" 공연 중의 스피어스.

2011년 6월 17일부터 Femme Fatale을 서포트하기 위해 스피어스는 여섯 번째 월드 투어를 시작할 예정이다. 현재까지는 북미에서 28회의 공연을 개최한다는 것만 알려져있다. 또한 이 투어에는 니키 미나즈가 오프닝 게스트로 무대에 섰으며, 그녀의 두 번째 싱글Till The World Ends을 함께 불렀다.

## 평가
Femme Fatale은 대부분의 비평가들로부터 긍정적인 평을 받았다. 이 앨범은 메타크리틱의 조사에 따르면 21개의 리뷰 중 100점 만점에 평균 64점을 맞아 "대개 호의적인 평가"를 내렸다. 《롤링 스톤》의 조디 로센은 "이번 앨범은 브리트니의 앨범 중 가장 색다르지만, 최고의 앨범이 될 수도 있다"고 평했다. 《USA 투데이》는 브리트니에게 "현기증이 날 정도로 중독적인 브리트니의 새로운 댄스곡은 음반 차트를 정복할 준비가 됐다"고 평했다.
음악 평론가 김도훈은 별 4개를 주며 "발라드 하나 없이 지칠 때까지 섹시하게 돌진하는 맹렬함에 두손 두발 다 들었다. Blackout이후 브리트니의 최고작이다"며 호평을 했다.

## 상업적 성과
Femme Fatale은 첫 주 276,000만 장을 팔아치워 빌보드 200 1위로 데뷔했다. 이로써 6개의 음반을 1위로 데뷔시키는 여자 가수 역사상 세 번째로 많은 기록을 세웠다. 그러나, Femme Fatale의 첫 주 판매량은 스피어스의 정규 음반사상 두 번째로 낮은 판매량을 기록했다(1999년 데뷔 음반 ...Baby One More Time이 첫 주 121,000만 장을 기록함). 빌보드 200 두 번째 주에는 73%가 떨어진 75,000만 장을 팔아 누적 판매량 351,000만 장을 기록했다. 셋째 주에는 43,000만 장을 팔아치웠고 6위로 떨어졌다. 넷째 주에는45,000만 장을 팔았고 총 439,000만 누적 판매량을 올렸다. 다섯째 주 30,000만 장의 판매로 누적 470,000만 장을 기록했고, 빌보드 200 4위로 올랐다. 2011년 6월까지 이 앨범은 611,836만 장을 팔아치우고 있으며 RIAA는 현재 플래티넘 인증을 했다.
영국에서는 첫 주 31,650만 장을 팔아 영국 앨범 차트 8위로 데뷔했는데, 이는 2003년에 발매된 In the Zone이 13위를 기록한 다음의 최저 기록의 정규 앨범이 되었다. 오스트레일리아에서는 2011년 4월 4일자 차트에서 1위에 오르며 오스트레일리아에서의 첫 1위 앨범이 되었다. 오스트레일리아에서 첫 주 35,000만 장 이상을 팔아치워 골드 인증을 받았다. 독일에서는 10위로 데뷔했다. 덴마크에서는 첫 주 1,009장을 팔아 8위로 데뷔했다.

## 트랙 리스트
| #   | 제목                                         | 작사·작곡                                                                                  | 재생 시간 |
| --- | -------------------------------------------- | ------------------------------------------------------------------------------------------ | --------- |
| 1.  | 〈"Till the World Ends"〉                    | Lukasz Gottwald, Alexander Kronlund, Max Martin, Kesha Sebert                              | 3:57      |
| 2.  | 〈"Hold It Against Me"〉                     | Martin, Gottwald, Mathieu Jomphe, Bonnie McKee                                             | 3:48      |
| 3.  | 〈"Inside Out"〉                             | Gottwald, Jacob Kasher Hindlin, Jomphe, Martin, McKee                                      | 3:38      |
| 4.  | 〈"I Wanna Go"〉                             | Shellback, Martin, Savan Kotecha                                                           | 3:30      |
| 5.  | 〈"How I Roll"〉                             | Christian Karlsson, Henrik Jonback, Magnus Lidehäll, Pontus Winnberg, McKee, Nicole Morier | 3:36      |
| 6.  | 〈"(Drop Dead) Beautiful"〉 (featuring Sabi) | Jeremy Coleman, Joshua Coleman, Ester Dean, Jomphe, Benjamin Levin                         | 3:36      |
| 7.  | 〈"Seal It with a Kiss"〉                    | Gottwald, Martin, McKee, Henry Walter                                                      | 3:26      |
| 8.  | 〈"Big Fat Bass"〉 (featuring 윌 아이 엠)    | 윌 아이 엠                                                                                 | 4:44      |
| 9.  | 〈"Trouble for Me"〉                         | Fraser T. Smith, Heather Bright, Livvi Franc                                               | 3:21      |
| 10. | 〈"Trip to Your Heart"〉                     | Karlsson, Jonback, Lidehäll, Winnberg, Morier, Sophie Stern                                | 3:33      |
| 11. | 〈"Gasoline"〉                               | Gottwald, Claude Kelly, Levin, McKee, Emily Wright                                         | 3:08      |
| 12. | 〈"Criminal"〉                               | Shellback, Martin, Tiffany Amber                                                           | 3:45      |

## 차트 및 인증
| 차트                           | 최고 순위 |
| ------------------------------ | --------- |
| 아르헨티나 앨범 차트           | 2         |
| 오스트레일리안 앨범 차트       | 1         |
| 오스트리아 앨범 차트           | 10        |
| 벨기에 앨범 차트 (플랑드르)    | 8         |
| 벨기에 앨범 차트 (왈로니아)    | 5         |
| 캐나디안 앨범 차트             | 1         |
| 체코 리퍼블릭 앨범 차트        | 5         |
| 덴마크 앨범 차트               | 8         |
| 네덜란드 앨범 차트             | 7         |
| 핀란드 앨범 차트               | 7         |
| 프랑스 앨범 차트               | 4         |
| 독일 앨범 차트                 | 10        |
| 그리스 앨범 차트               | 4         |
| 헝가리 앨범 차트               | 6         |
| 아일랜드 앨범 차트             | 4         |
| 이탈리아 앨범 차트             | 4         |
| 빌보드 재팬 앨범 차트          | 9         |
| 일본 오리콘 앨범 차트          | 8         |
| 멕시코 앨범 차트               | 1         |
| 뉴질랜드 앨범 차트             | 3         |
| 노르웨이 앨범 차트             | 3         |
| 폴란드 앨범 차트               | 17        |
| 포르투갈 앨범 차트             | 4         |
| 러시아 앨범 차트               | 1         |
| 스코틀랜드 앨범 차트           | 10        |
| 대한민국 가온 앨범 차트 (국제) | 1         |
| 스페인 앨범 차트               | 4         |
| 스웨덴 앨범 차트               | 5         |
| 스위스 앨범 차트               | 2         |
| 영국 음반 차트                 | 8         |
| 미국 빌보드 200                | 1         |

| 국가                 | 음반 판매량 인증 | 출하량    |
| -------------------- | ---------------- | --------- |
| 오스트레일리아(ARIA) | 골드             | 35,000    |
| 캐나다(뮤직 캐나다)  | 플래티넘         | 80,000    |
| 멕시코(AMPROFON)     | 플래티넘         | 30,000    |
| 한국(RIAK)           | 골드             | 5,000     |
| 러시아(NFPF)         | 골드             | 5,000     |
| 미국(RIAA)           | 플래티넘         | 1,000,000 |